# Патлейна
Патлейна е поддържан резерват в едноименната местност край Велики Преслав, област Шумен, България. Площта му е 40,62 хектара.
След 893 г. местността Патлейна е дом на Преславската книжовна школа. На местността и резервата е наименуван ледник Патлейна в Антарктида.

## Статут
Резерватът е обявен на 23 октомври 1948 г. Прекатегоризиран е на 15 октомври 1999 г.
Целта на създаването му е опазването на единственото естествено находище на див рожков в България.

## Местоположение
Разположен е на 2 km южно от жилищната зона на съвременния град Велики Преслав, на 150 метра югоизточно от южния край на Външния град (външните крепостни стени) на древната българска столица Преслав.
Защитената територия представлява ивица гора, простираща се на югоизток от река Голяма Камчия, по северните склонове на Драгоевска планина. Дължината ѝ е до 1,3 km, а ширината ѝ е до 450 m. Започва от р. Голяма Камчия и достига до туристически обекти, включително Патлеинските манастири „Свети Пантелеймон“ от IX и от XX век.

## Растителност
Дивият рожков е формирал асоциации с ограничени площи: монодоминантна и габърово-рожкова асоциация. Монодоминантните асоциации са развити в по-ниските участъци. От останалите видове участие вземат келяв габър, обикновен габър, цер, полски клен, мъждрян, сребриста липа и леска.
В състава на подлеса има сравнително малко видове: обикновен дрян, кучешки дрян, червен глог, черна калина, брадавичест чашкодрян. От лианоподобните е застъпен само обикновеният повет. От тревните видове се срещат горски късокрак, шроколистна момкова сълза, двулист синчец.
Съобществата на габърово-рожковата асоциация са разпространени в по-високите участъци на поддържания резерват. В състава на дървесния етаж доминират дивия рожков и келявия габър. По-рядко се срещат мекиш, космат дъб. За подлеса са характерни почти същите видове, както и при монодоминантната асоциация и някои специфични видове като люляк, смрадлика и храстовиден жасмин. В състава на тревната покривка участват и сухолюбиви видове, като коилото, ресничестата бисерка.

## Туристически обекти
Южно-югоизточно от резервата се намират няколко туристически обекта:
- Патлейнският манастир „Свети Пантелеймон“ от IX век (с останки от църква и работилници),
- Патлейнският манастир „Свети Пантелеймон“ от XX век,
- туристическа хижа „Патлейна“,
- хотел-ресторант „Патлейна“.

## Управление
Управлението на поддържан резерват „Патлейна“ се осъществява от РИОСВ в Шумен.
Горският фонд се поддържа от Държавна дивечовъдна станция „Преслав“, Регионално управление на горите в Шумен.